# 硫化銫
硫化銫是一個無機鹽類，化學式為Cs2S，在水溶液中水解呈強鹼性。在空氣中時，硫化銫會放出有臭雞蛋氣味的有毒硫化氫氣體。

## 制備
和钠類似，可以使銫和硫在氨中或萘的存在下于四氢呋喃中反应来制备无水硫化銫。
2 Cs + S → Cs2S
也可以用類似制備硫化銫的方法：可將硫化氫溶解在氫氧化銫水溶液，會先生成硫氫化銫的中間產物，最終會形成硫化銫，即可制備硫化銫。
CsOH + H2S  →  CsHS + H2O
CsHS + CsOH  →  Cs2S + H2O
铯和硫化汞反应也能制得硫化铯。